# Cardeal protetor

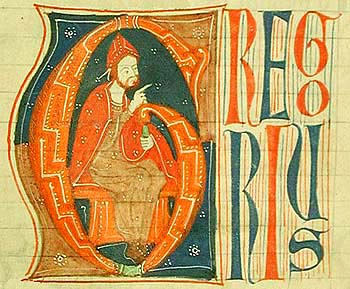
Gregório IX

O Cardeal protetor é um cardeal que, por uma especial solicitação na Cúria Romana para os interesses de uma determinada ordem religiosa ou instituto, confraternização, igreja, faculdade, cidade, nação, torna-se seu representante ou orador, quando se buscou um favor ou um privilégio, defendeu-o quando injustamente acusado, e suplicou a ajuda da Santa Sé, quando os seus direitos, bens ou interesses foram violados ou ameaçados. A figura do cardeal protetor de uma nação passou a existir desde o século XIII e deixou de figurar após a Implantação da República Portuguesa, com a queda do Reino de Portugal, onde Vicenzo Vannutelli era o último cardeal protetor de uma nação. Atualmente, há cardeais protetores de instituições de ensino.